# Anular
O dedo anelar é o quarto dedo da mão esquerda humana. Ele fica entre o dedo mindinho e o dedo médio. É assim chamado por ser tradicionalmente associado a anéis de casamento em muitas sociedades, apesar de nem todos usarem esse dedo como o dedo anelar. Tradicionalmente, um anel de casamento era usado apenas pela noiva/esposa, mas ultimamente os homens também tem usado esse anel. Em algumas sociedades, também se costuma usar um anel de noivado no dedo anelar. Na anatomia, o dedo anelar é chamado de digitus medicinalis, o quarto dedo, digitus annularis, digitus quartus ou digitus IV. Em latim, a palavra anulus significa "anel", digitus significa "dígito" e quartus significa "quarto".

## Etimologia
Não se sabe a origem da seleção do quarto dedo como o dedo anelar. Segundo László A. Magyar, os nomes do dedo anelar em muitas línguas refletem uma antiga crença de que é um dedo mágico. É nomeado após magia ou anéis, ou chamado sem nome (por exemplo, em em chinês:  無名指 / 无名指 ). Em japonês é chamado薬指( kusuri yubi, "dedo medicinal"), cujo nome é derivado do fato de que era muito usado ao tomar remédios tradicionais em pó, pois raramente era usado de outra forma e, assim, era considerado o mais limpo de todos.
Em sânscrito e outras línguas como finlandês ou russo, o dedo anelar é chamado respectivamente - "Anamika", "nimetön" e "Безымянный" ("sem nome"). Em árabe e hebraico, o dedo anelar é chamado respectivamente – bansur (que significa “vitória”) – e kmitsa (que significa “pegar um punhado”).

## História
Antes da ciência médica descobrir o funcionamento do sistema circulatório, houve uma crença de que uma veia corria diretamente do quarto dedo da mão esquerda para o coração. Por causa da conexão mão-coração, recebeu o nome descritivo de vena amoris, latim para a veia do amor, para essa veia em particular.
Baseando-se nesse nome, seus contemporâneos, supostos especialistas no campo da etiqueta matrimonial, escreveram que o ideal seria que o anel de casamento fosse usado nesse dedo. Usando o anel no quarto dedo da mão esquerda, um casal faz uma declaração simbólica de amor eterno um pelo outro.
Na Grã-Bretanha, apenas as mulheres usam anéis de casamento até depois das Guerras Mundiais, quando soldados homens casados começaram a usar anéis como lembrança de seu parceiro.

## Costumes contemporâneos

### Costumes ocidentais
Nas culturas ocidentais, um anel de casamento se usa tradicionalmente no quarto dedo, comumente chamado de "dedo anelar". Isso se desenvolveu a partir do anulus pronubis romano, quando um homem dava um anel para a mulher ao celebrar o noivado. Abençoar o anel de casamento e colocá-lo no dedo da noiva acontece desde o século 11. Na Europa medieval, durante a cerimônia de casamento cristã, o anel era colocado em sequência nos dedos polegar, indicador, médio e anelar da mão esquerda. O anel então ficou no dedo anelar. Em alguns países europeus, se usa o anel na mão esquerda antes do casamento e depois se transfere para a direita durante a cerimônia. Por exemplo, uma noiva da Igreja Ortodoxa Oriental usa o anel na mão esquerda antes da cerimônia e depois o transfere para a mão direita após o casamento. Na Inglaterra, o Livro de Oração de 1549 declarava que "o anel deve ser colocado na mão esquerda". Nos séculos XVII e XVIII, o anel podia ser usado em qualquer dedo após a cerimônia – até mesmo no polegar.
O anel de casamento geralmente se usa no dedo anelar da mão esquerda no antigo Império Britânico, em parte da Europa Ocidental, parte do México católico, Bolívia, Chile e Europa Central e Oriental. Estes incluem: Austrália, Botsuana, Canadá, Egito, Irlanda, Nova Zelândia, África do Sul, Reino Unido e Estados Unidos; França, Itália, Portugal, Suécia, Finlândia, República Tcheca, Eslováquia, Suíça, Holanda [se católica], Croácia, Eslovênia e Romênia. Também é usado na Catalunha, Valência e Ilhas Baleares (na Espanha, geralmente se usa à direita).
O anel de casamento é usado no dedo anelar da mão direita em alguns países ortodoxos e em um poucos de países católicos europeus, alguns protestantes da Europa Ocidental, assim como alguns países católicos da América Central e do Sul. Na Europa Oriental, estes incluem: Bielorrússia, Bulgária, Grécia, Geórgia, Letônia, Lituânia, Macedônia do Norte, Rússia, Sérvia e Ucrânia. Na Europa Central ou Ocidental, incluem: Áustria, Bélgica, Dinamarca, Alemanha, Hungria, Polônia, Holanda [não sendo católica], Noruega e Espanha (exceto nas regiões de língua catalã). Na América Central ou do Sul, incluem-se: Colômbia, Cuba, Peru e Venezuela.
O anel é usado na mão direita até o dia do casamento, quando se muda para a esquerda na Turquia, Líbano e Síria, e também na Romênia e no Brasil.
Na música ocidental, por exemplo, a guitarra, "IMA" é um estilo de tocar guitarra, onde "I" significa dedo indicador, "M" significa dedo médio e "A" significa dedo anelar. Este é um tipo muito conhecido de tocar guitarra "estilo dedo", onde o "A" vem do latim, onde a palavra anulus significa anel.

### Costumes do Oriente Médio, judeus e asiáticos
Na cultura cingalesa e tâmil, o noivo usa o anel de casamento na mão direita e a noiva no dedo anelar da mão esquerda. É o que acontece em países como o Sri Lanka, onde a cultura cingalesa e tâmil exerce uma enorme influência na sociedade.
Um anel de casamento não existe tradicionalmente no casamento religioso muçulmano e os anéis de casamento não existem na maioria dos países islâmicos. Porém, se um anel de casamento é usado em um país islâmico, ele pode ser usado no lado esquerdo (o que é um costume no Irã) e, por exemplo (na Jordânia, o dedo anelar direito para noivado e o dedo anelar esquerdo para casamento). Diferentemente do anel de casamento, o uso de um anel para denotar noivado ou noivado prevalece em países muçulmanos, principalmente aqueles no Ocidente e na Ásia. Esses anéis podem ser usados no dedo anelar da mão direita ou esquerda por homens e mulheres.
No casamento judaico tradicional, se usa o anel de casamento no dedo indicador da mão direita da noiva, mas outras tradições o colocam no dedo médio ou no polegar, o que tem acontecido nos últimos tempos. Hoje, o anel geralmente muda para o dedo anelar da mão esquerda após a cerimônia. Alguns noivos judeus adotaram o uso de aliança de casamento. No entanto, no judaísmo ortodoxo, muitos homens não usam alianças.
Os anéis não são tradicionais em um casamento indiano. No entanto, na sociedade moderna, tem se tornado uma prática comum usar anéis para noivados e não para casamento real. Embora não seja recomendável a mão esquerda em atividades religiosas, um anel (que não deve ser chamado de aliança de casamento) ainda é usado na mão esquerda. Os homens geralmente usam os anéis na mão direita e as mulheres na mão esquerda.